# Peter Doyle (écrivain)
Pour les articles homonymes, voir Doyle et Peter Doyle.
Peter Doyle, né en 1951 à Maroubra, New South Wales (en) dans la Nouvelle-Galles du Sud, en Australie, est un écrivain, un  musicien et un artiste visuel australien, auteur de roman policier.

## Biographie
Peter Doyle  fait des études à l'université Macquarie.
En 1996, il publie son premier roman, Get Rich Quick pour lequel il est lauréat du prix Ned Kelly 1997 du meilleur premier roman. C'est le premier volume d'une série consacrée à Billy Glasheen. L'action se situe dans l'après Seconde Guerre mondiale à Sydney. Avec son deuxième roman, Amaze Your Friends il remporte à nouveau le prix Ned Kelly en 1999 dans catégorie meilleur roman.
Il travaille comme conservateur au musée de la justice et de la police de Sydney où il a organisé deux expositions majeures, « Crimes of Passion » (2002-2003) et « City of Shadows: crime et chaos dans les centres-villes, 1912-1948 » (2005-2007).
En 2010, il reçoit un prix Ned Kelly pour l'ensemble de son œuvre. 

## Œuvre

### Romans

#### SérieBilly Glasheen
- Get Rich Quick (1996)
- Amaze Your Friends (1998)
- The Devil’s Jump (2001)

### Autres ouvrages
- The Currency Companion to Music and Dance in Australia (2004)
- Echo and Reverb (2005)
- City of Shadows: Sydney Police Photographs 1912-1948 (2007)
- Crooks Like Us (2009)

## Prix et distinctions

### Prix
- Prix Ned Kelly 1997 du meilleur premier roman pour Get Rich Quick[1]
- Prix Ned Kelly 1999 du meilleur roman pour Amaze Your Friends[1]
- Prix Ned Kelly Lifetime Achievement 2010[1]

### Nomination
- Prix Ned Kelly 2010 Best True Crime pour Crooks Like Us[1]